# Cyclops miles
Cyclops miles – gatunek widłonoga z rodziny Cyclopidae, nazwa naukowa gatunku została po raz pierwszy opublikowana w 1849 roku przez szwajcarskiego entomologa Hercule Nicoleta.